# 亮叶黄龙须
亮叶黄龙须（学名：Rubus lucens）为蔷薇科悬钩子属的植物。分布在菲律宾、印度以及中国大陆的云南等地，生长于海拔600米至3,300米的地区，常生长在谷沟底下灌丛中或林下，目前尚未由人工引种栽培。